# Districtul Kosamphi Nakhon
Kosamphi Nakhon (în thailandeză โกสัมพีนคร) este un district (Amphoe) din provincia Kamphaeng Phet, Thailanda, cu o populație de 28.347 de locuitori și o suprafață de 476,167 km².

## Componență
Districtul este subdivizat în 3 subdistricte (tambon), care sunt subdivizate în 43 de sate (muban).
| Nr. | Nume           | În thailandeză | Sate | Locuitori |  |
| --- | -------------- | -------------- | ---- | --------- |  |
| 1.  | Kosamphi       | โกสัมพี          | 25   | 17,627    |  |
| 2.  | Phet Chomphu   | เพชรชมภู        | 9    | 5,437     |  |
| 3.  | Lan Dokmai Tok | ลานดอกไม้ตก     | 9    | 5,283     |  |